# Priska Wismer-Felder

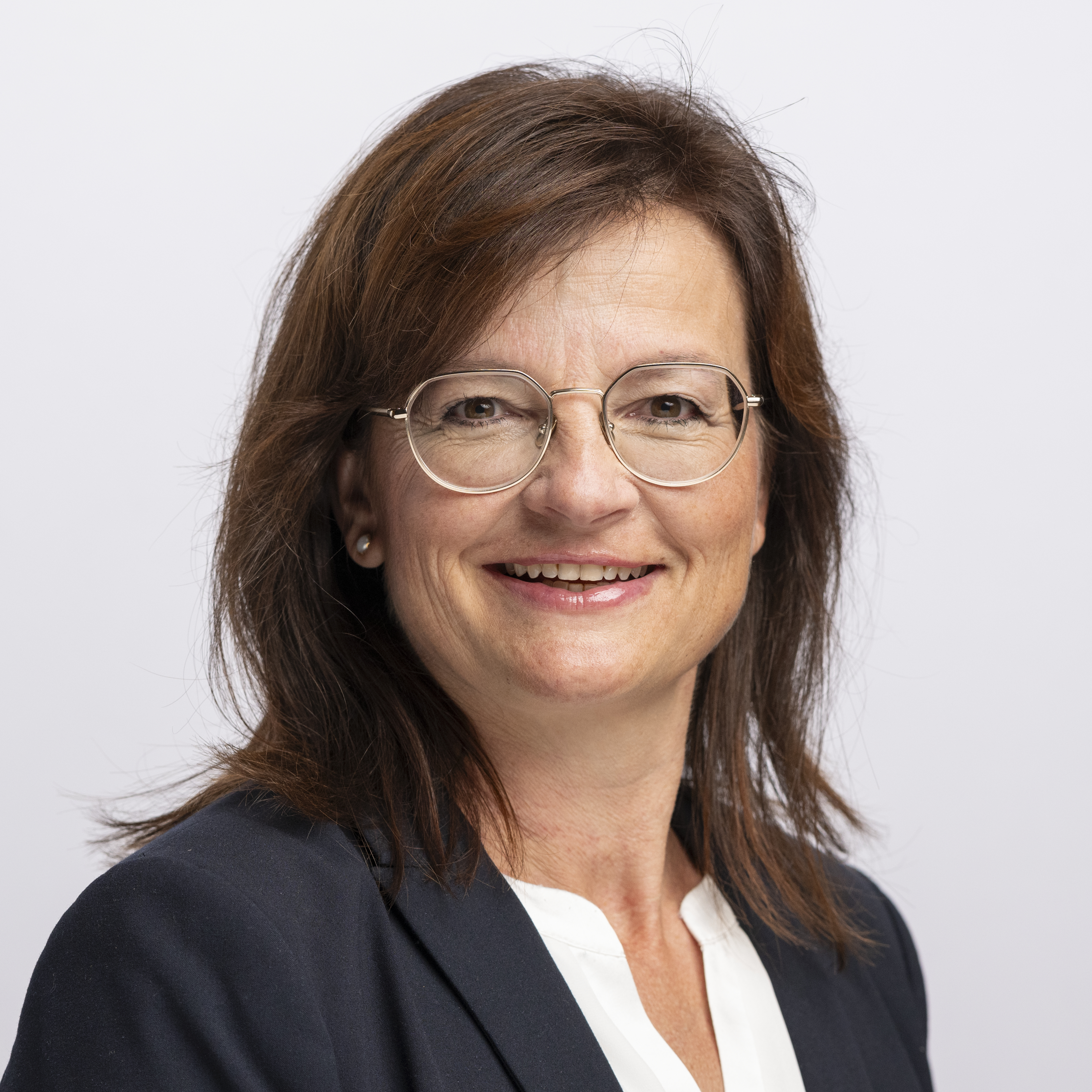
Priska Wismer-Felder (2023)

Priska Katharina Wismer-Felder (* 2. Oktober 1970 als Priska Katharina Felder in Sursee; heimatberechtigt in Hohenrain und Rickenbach LU) ist eine Schweizer Politikerin (Die Mitte, vormals CVP) und Luzerner Nationalrätin.

## Leben
Priska Wismer-Felder ist gelernte Primarlehrerin. Von 2011 bis 2019 war sie Mitglied des Luzerner Kantonsrates, die ersten beiden Legislaturen als Mitglied der Bildungskommission. Nach den Kantonsratswahlen im Frühling 2019 nahm sie einen Sitz in der kantonsrätlichen UREK ein. Seit Dezember 2019 ist sie Mitglied des Nationalrats. Dort ist sie Mitglied in der Kommission Umwelt, Raumplanung und Energie (UREK) sowie Vizepräsidentin der Geschäftsprüfungskommission (Stand: März 2025).
2024 wurde sie in das Fachgremium Marketing der Schweizer Milchproduzenten (SMP) gewählt.
Priska Wismer-Felder führt mit ihrem Ehemann auf dem Stierenberg in Rickenbach einen Bauernhof. Sie ist Mutter von fünf Töchtern.